# Астер, Ари
А́ри А́стер (англ. Ari Aster; род. 15 июля 1986, Нью-Йорк, Нью-Йорк) — американский режиссёр и сценарист, наиболее известен по работе над фильмами «Реинкарнация» и «Солнцестояние».

## Биография
Ари Астер родился в Нью-Йорке, в еврейской семье. Его отец был музыкантом, а мать поэтессой. Некоторое время Астеры жили в Англии, позже переехали в Нью-Мексико, где прошли подростковые годы Ари. Уже в этот период Астер стал одержим фильмами ужасов. «Я посмотрел всё в каждом разделе ужасов в каждом видеомагазине, который смог найти, — вспоминал он впоследствии. — Я не знал, как собрать единомышленников, которые захотели бы заниматься тем же…… […], однажды я просто взял и стал писать сценарии: так я нашел себя».
Астер закончил «AFI Conservatory» (специальную программу знаменитого Американского института киноискусства) в Лос-Анджелесе, где встретил многих своих будущих коллег.
Дебютом Астера стала провокационная короткометражка под названием «Что-то странное с Джонсонами», снятая им в 2011 году и ставшая вирусным интернет-хитом. В промежутке между 2011 и 2018 годами Астер написал и срежиссировал ещё 5 короткометражных фильмов, работая в тесном сотрудничестве со своими друзьями из «AFI Conservatory»: продюсером Алехандро Де Леоном и оператором Павлом Погожельским. Первой полнометражной работой Астера стала «Реинкарнация», завоевавшая множество наград и получившая высокие оценки критиков. На портале Metacritic у фильма рейтинг 87 из 100, основанный на 49 рецензиях. Хоррор в 2018 году выпустила компания A24. Эта же компания занималась выпуском следующего фильма Астера, «Солнцестояние». Летом 2021 года начались съёмки картины «Все страхи Бо», вышедшей на экраны в 2023 году. Следующий проект Астера — вестерн «Эддингтон».

## Фильмография
| Год  | Название                     | Режиссёр | Сценарист | Монтажер | Актёр | Примечания                        |
| ---- | ---------------------------- | -------- | --------- | -------- | ----- | --------------------------------- |
| 2008 | Herman’s Cure-All Tonic      | Да       | Нет       | Нет      | Нет   | Короткометражка                   |
| 2011 | Что-то странное с Джонсонами | Да       | Да        | Нет      | Нет   | Короткометражка                   |
| 2011 | TDF Really Works             | Да       | Да        | Да       | Да    | Короткометражка                   |
| 2011 | Бо                           | Да       | Да        | Нет      | Да    | Короткометражка; + озвучка        |
| 2013 | Мюнхгаузен                   | Да       | Да        | Нет      | Нет   | Короткометражка                   |
| 2014 | Типа                         | Да       | Да        | Нет      | Нет   | Короткометражка                   |
| 2014 | Черепашья голова             | Да       | Да        | Да       | Нет   | Короткометражка                   |
| 2016 | Се ля ви                     | Да       | Да        | Да       | Нет   | Короткометражка                   |
| 2018 | Реинкарнация                 | Да       | Да        | Нет      | Нет   | Полнометражный режиссёрский дебют |
| 2019 | Солнцестояние                | Да       | Да        | Нет      | Нет   | Второй полнометражный фильм       |
| 2023 | Все страхи Бо                | Да       | Да        | Нет      | Нет   | Третий полнометражный фильм       |
| 2025 | Эддингтон                    | Да       | Да        | Нет      | Нет   | Четвёртый полнометражный фильм    |

## Награды и номинации
По состоянию на 2022 год Ари Астер имеет 19 кинопремий и 33 номинации.